# 张孔目智勘魔合罗
张孔目智勘魔合罗也简称《魔合罗》，是元朝剧作家孟汉卿所著的一本杂剧，全剧由楔子和四折组成，主要内容是刘玉娘被小叔子李文道诬告毒杀亲夫，具有正义感的孔目张鼎通过一件魔合罗顺藤摸瓜，设巧计平反冤案的故事。贺新辉於元曲鉴赏辞典稱讚这出杂剧深刻地揭露了当时社会风气的败坏、吏治的黑暗，"是一出优秀的、有现实意义的公案戏"。

## 主要情节
民妇刘玉娘的丈夫李德昌算卦得知自己有难，前往南昌躲灾同时做些买卖。妻子刘玉娘在家以卖绒线为生，李德昌的堂弟李文道一直对刘玉娘心存歹意。玉娘将此事告知李文道父亲李彦实，李文道遭到严厉斥责后心怀不满，伺机报复。李德昌外出获利颇多，归途中遇雨，到五道将军庙避雨，欲再行路时病在庙中。卖魔合罗的老汉高山也到庙中避雨，李德昌便托高山报信，让妻子接自己回家。高山到了河南府城，不识路途，恰好向经营生药铺的赛卢医的李文道问路。李文道把高山支向别处，自己抢先赶到庙中给李德昌吃了毒药，夺走财物。高山绕了一大圈转回李家，刘玉娘得信正要赶往将军庙，儿子却要魔合罗玩。高山就赊给他一个摩合罗，作为口信送到的见证。刘玉娘赶到时，李德昌已奄奄一息，拉回家就死了。李文道威逼玉娘不遂，就诬告他私养奸夫、毒死亲夫，并贿赂萧令史将玉娘屈打成招。
因河南府经常陷害良民，皇上派来新任府尹。新任府尹核查刘玉娘案，萧令史威胁玉娘不得说出实情，衙役张千指引玉娘求助于刚劝农回来的六案都孔目张鼎。张鼎当面指出令史所作案卷中诸多漏洞，认为“人命事关天关地，非同小可”不能这么糊涂地造成冤案。令史各种装傻推搪，又趁机说张鼎骂府尹糊涂官。府尹大怒，限张孔目三天内查清案件，否则“尝我明晃晃势剑铜铡！”张孔目此时虽觉困难重重，但仍认真重审刘玉娘。刘玉娘想起是传信老汉所给的魔合罗还在家中。张孔目审问魔合罗，发现底座上的高山字样。询问高山得知他曾向李文道问路。张孔目谎说府尹夫人染病，请李文道治病。又谎称夫人吃药后身亡，告诉李文道可以让父亲李彦实定罪，因为李彦实已年过八十，交钱即可赎罪。张鼎和李文道约好，自己问谁作的事情时，李文道只回答是父亲所做。李彦实被张千带来衙门，听到儿子回答张鼎说是自己下毒，大怒，脱口说出是李文道给李德昌下药，刘玉娘最终得以冤案昭雪。

## 艺术价值
杂剧中第一折从李德昌视角写雨景，点面结合，看似写景，实则反衬出李德昌自觉时乖命蹇的心境，也预示着他已无法逃脱悲惨的命运。第三折，通过张鼎的追问“相公,你想波,银子又无,寄信人又无,奸夫又无,合毒药人又无,谋合人又无。这一行人都无,可怎生便杀了这妇人?”驳斥了萧令史，之后通过“待推辞，早承向，眼见得三日时光如反掌,教我待不慌来怎不慌,待不忙来怎不忙?”体现张鼎内心的焦急和矛盾，最后通过“我把那衔冤负屈是非场,离家枉死李德昌,知他来怎生身丧?我直教平人无事罪人偿。”树立了张鼎敢于仗义执言、清廉公正的形象。第四折则有一大段审问魔合罗的唱词通过这一看似荒唐的情节，体现了张鼎的智慧和才干，也带来了强烈的戏剧效果。

## 注解
1. ↑  魔合罗是梵文音译，也写作磨喝乐，原是卖儿童玩具的叫卖声，元代把孩子们玩儿的泥人儿也唤作魔合罗
2. ↑  五道将军是传说中东岳属神，主人生死
3. ↑  卢医指扁鹊，元杂剧中常出现自称赛卢医的医生角色